# 加藤隼戦闘隊
加藤隼戦闘隊（かとうはやぶさせんとうたい、旧字体: 加藤󠄁隼戰鬪隊󠄁）とは、大東亜戦争初期に活躍した加藤建夫陸軍中佐（戦死後、陸軍少将）率いる大日本帝国陸軍の飛行戦隊、飛行第64戦隊（飛行第六十四戦隊。軍隊符号は64FRないし64F、最終時の通称号は高九一二四部隊）の愛称。

## 概要・戦歴

### 前身・編成

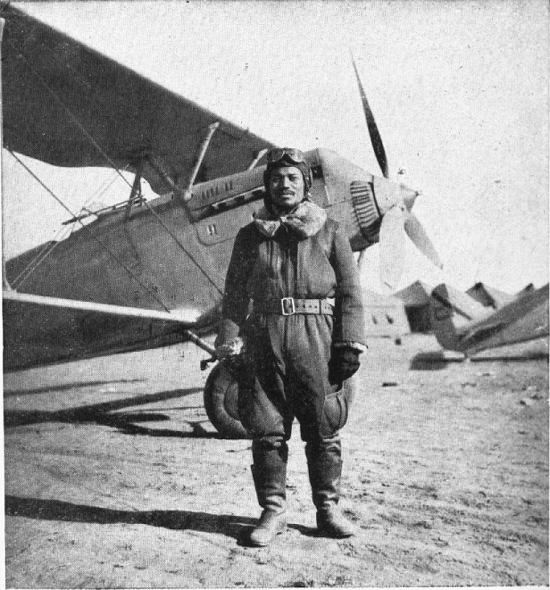
1938年春、飛行第2大隊第2中隊長時代の加藤建夫と九五戦

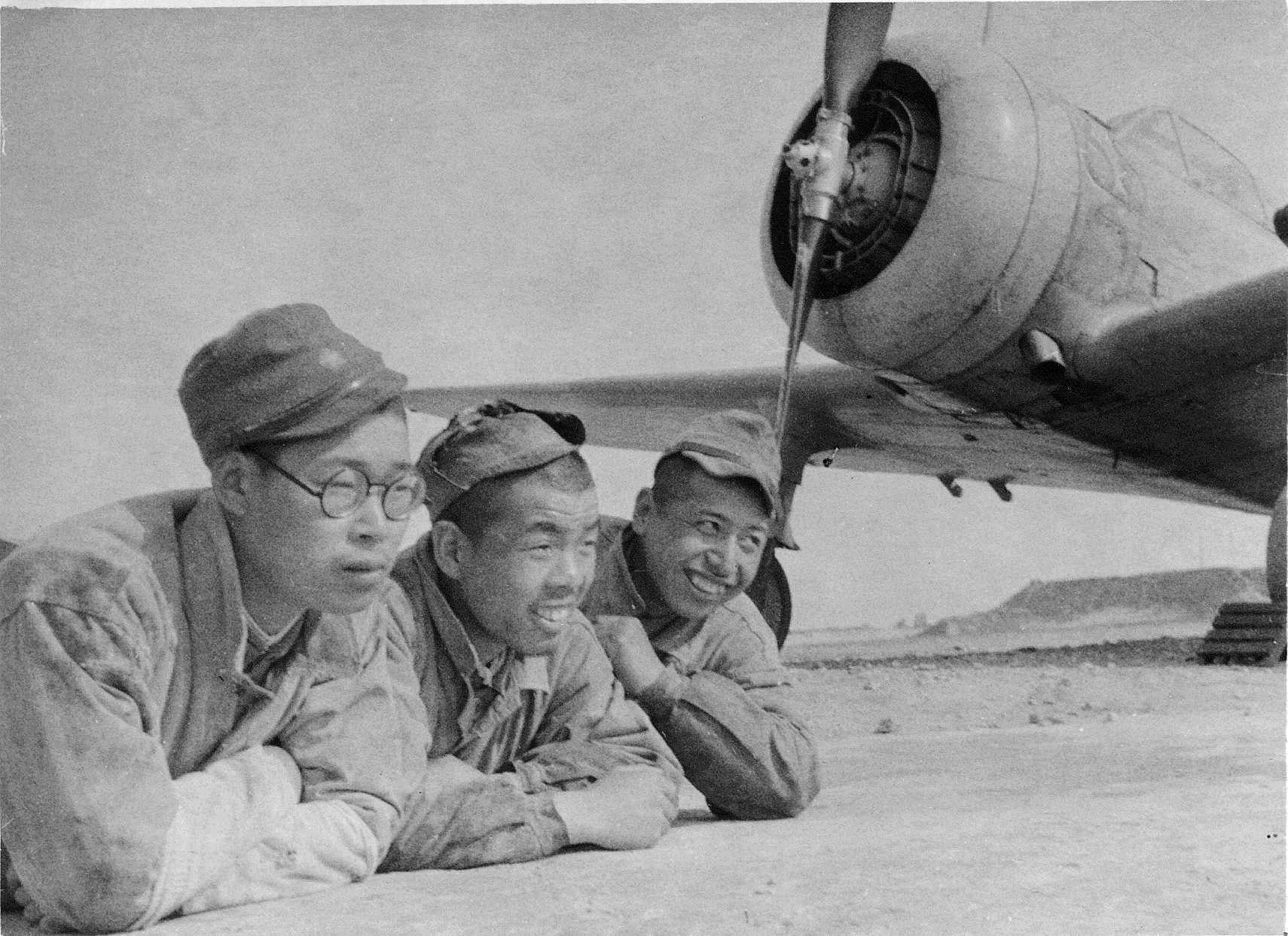
1939年、ノモンハン航空戦における第64戦隊の九七戦。整備の地上勤務者らとともに

1938年（昭和13年）8月1日、河南省安陽の彰徳飛行場において飛行第2大隊第1・第2中隊（立川飛行第5連隊にて編成）と、独立飛行第9中隊（平壌飛行第6連隊にて編成）の計3個飛行中隊が合同して飛行第64戦隊が編成された。初代第64戦隊長は寺西多美弥少佐（旧飛行第2大隊長）、加藤建夫大尉は旧飛行第2大隊の第1中隊長であった。
なお、第64戦隊の編成前より九五式戦闘機、のちには九七式戦闘機を装備する飛行第2大隊は日中戦争（支那事変）において中国空軍（国民革命軍）を相手に活躍しており、1938年3月26日に第2中隊は北支航空戦の帰徳における空戦での武勲から、帝国陸軍航空部隊の飛行部隊としては初めて部隊感状（北支那方面軍司令官寺内寿一大将名）を拝受、さらに4月29日には飛行第2大隊自体が部隊感状（航空兵団司令官徳川好敏中将名）を授与されているなど、当時から日本陸海軍航空部隊では有数のエース部隊の頭角を現している。
加藤大尉は同年5月、陸軍大学校（専科）入校及び陸軍航空本部員拝命の辞令を受け北支戦線従軍中の飛行第2大隊第2中隊を離れ日本に帰国しているが、8月に改変された第64戦隊は引き続き武漢作戦や南支航空戦に従軍。さらに1939年（昭和14年）7月にはノモンハン事件に参加、ソ連赤色空軍を相手とするノモンハン航空戦では第2代戦隊長横山八男少佐が撃墜される（生存）など激戦を戦い抜き、戦果を挙げた。
陸大を卒業し航本部員として欧米各国を歴訪していた加藤少佐は帰国後の1941年（昭和16年）4月10日、第4代戦隊長として当時広東に駐屯していた第64戦隊に着任。部隊名（隊号）こそ変わっているものの再び古巣に戦隊長として帰ってきたことになる。同年6月1日にはさらに第64戦隊としては初の、第2大隊から数えては3枚目となる部隊感状（南支那方面軍司令官後宮淳中将名）を拝受。

### 一式戦「隼」

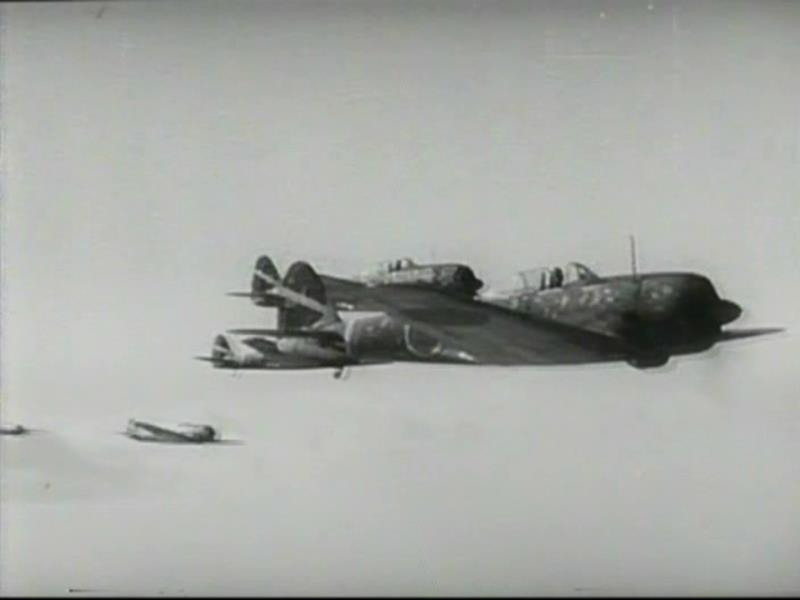
映画『加藤隼戦闘隊』（後述）にて第64戦隊機を「演じた」明野陸軍飛行学校所属の一式戦「隼」二型（キ43-II）たち。明飛校の保有機に第64戦隊第1中隊の部隊マークである「白矢印」を描いた

1941年8月、第64戦隊は帝国陸軍の新鋭戦闘機である一式戦「隼」に機種改変するため日本に帰国、9月にかけて多摩陸軍飛行場（現・横田基地）にて機体を受領した。飛行第59戦隊に次ぐ「隼」装備部隊である第64戦隊は11月より広東で錬成の猛訓練を行い、12月3日には旧駐屯地の広東から35機全機を加藤少佐が率い、卓越した航法により1機の落伍もなしに2千数百kmを一気に飛行し仏印のフコク島ズォンドンに進出した（第64戦隊は九七戦の頃より夜間飛行・雲上飛行・洋上航法・編隊空戦・無線活用に力を入れていた）。
なお、加藤自身は元々キ43（「隼」）の採用には否定的なスタンスであったため、第64戦隊長として機体を受領したのち「隼」大成にかける情熱に当初周囲は驚いている。この時、加藤は到着後直ちに単機の模擬空戦を初めて乗る「隼」で行ったが、低位からの空戦演習に陸軍飛行実験部実験隊の荒蒔義次大尉に勝てず、「どうしても低位からの空戦に勝ちたいと思った」と模擬空中戦を4度繰り返し荒蒔を驚かせている 。
なお、一式戦に「隼」という愛称が陸軍航空本部報道官によって公式命名されたのは太平洋戦争開戦まもない1942年3月であるが、その「隼」の名は一式戦をもって活躍することとなる第64戦隊の部隊歌冒頭のフレーズ（後述）から取られたものとされている。

### 南方作戦

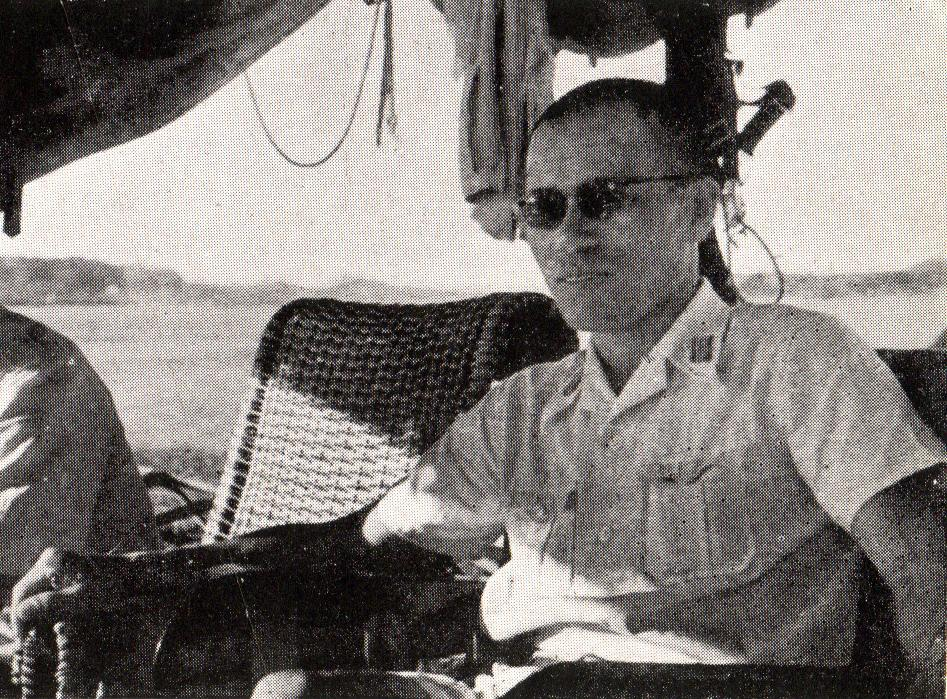
1942年初頭、第64戦隊のピスト（フランス語に由来する空中勤務者控所を意味する陸軍用語）にて第3中隊長安間克巳大尉らと談笑する加藤建夫戦隊長

第7飛行団に所属する第64戦隊は、12月7日より対米英戦争（太平洋戦争）開戦にむけて、マレー作戦の主力第25軍（司令官・山下奉文中将）を乗せた上陸部隊輸送船団の海上空中護衛を、加藤少佐機以下7機が実施。夜間・洋上・悪天候・長時間という特に単座戦闘機にとっては最悪の条件にもかかわらずこれを成し遂げた（悪天候により高橋三郎大尉・中道格蔵少尉・都築昌義准尉3機未帰還）。帰還後の翌8日、マレー半島北部の連合軍航空戦力に対し航空撃滅戦を展開するため、第64戦隊はほとんど休養を取らずに午前9時50分（日本時間）に加藤少佐機以下全機が出撃。第2中隊機がブレニム1機（第34飛行隊スミス軍曹機）を撃墜（損傷、バターワース飛行場に胴体着陸）、さらにバターワース飛行場の在地敵機に対し機銃掃射しブレニム4機（第34飛行隊）を破壊、第64戦隊の損害は皆無で全機が無事帰還した。
マレー作戦の主要戦場は日本軍に対して数倍の規模を持つ連合軍地上戦力への攻撃であり、常に日本軍航空戦力の制圧下に置く事が勝利の条件であった。このため第64戦隊も日に複数の長距離の行程を経て地上支援と哨戒戦闘を行い、連合軍機の多くを空中・地上で撃墜破した。第64戦隊の「隼」と連合軍戦闘機との空中初交戦は12月22日であり、「隼」23機はクアラルンプール飛行場を攻撃、迎撃に現れたイギリス空軍第453飛行隊のバッファロー12機と交戦、1機を喪失（リード軍曹機と衝突）するも3機を撃墜、4機を撃破（不時着損傷）する戦果を挙げた。
マレー作戦の最終目的地であるシンガポール攻略中の1942年1月20日、数日前に中東方面より新鋭補充機として同地に到着・配備されていたハリケーンと第64戦隊は初めて交戦。この空戦で「隼」は1機を喪失するも敵指揮官機を含むハリケーン3機を撃墜した（臨時第232飛行隊ランデルス少佐機・マーチパンクス少尉機・ウィリアムズ少尉機）。当初からホ103 12.7mm 機関砲2門を装備した特別仕様機である加藤少佐機は一連射5、6発でウィリアムズ少尉機を発火撃墜する活躍を見せている（最初期の「隼」の武装はホ103 12.7mm 機関砲1門・八九式 7.7mm 機関銃1挺の混成装備が標準。12.7mm 機関砲2門が標準となるのは1942年半ば以降）。
この後、第64戦隊は蘭印作戦（インドネシア）、ビルマ作戦（ミャンマー）にも転戦し連合軍に勝利を重ね、各南方作戦において「隼」と64戦隊はその威力を発揮した。なお加藤少佐はマレー作戦において、しばしば上層部からの指示を越える範囲まで攻撃を行っている。これによって地上部隊の進撃速度は上がったが、操縦者ら空中勤務者の疲労を招き、飛行場大隊といった整備員ら地上勤務者の派遣も追いつかないという問題が生じた。軽い戦闘整備については当初操縦者自らが行っていたが、後に移動の際に操縦席後部と胴体に機付の整備員を同乗させていた。燃料も占領した飛行場において遺棄された敵機から抜いて「隼」の運用に充てたという。
なかでも蘭印作戦における1942年（昭和17年）2月14日のパレンバン空挺作戦では、第59戦隊とともに、加藤の統一指揮のもとスマトラ島パレンバン油田に落下傘降下する陸軍空挺部隊「空の神兵」こと第1挺進団（一〇〇式輸送機・ロ式輸送機）を護衛・掩護。第64戦隊はハリケーン15機と交戦するも、マクナマラ少尉機・マッカロック少尉機の2機を撃墜し残機も撃退（内撃墜1機は加藤の戦果。さらにもう2機が燃料切れで不時着し英軍損失は計4機）、かつ「隼」および降下前輸送機に損害もなく一方的に勝利している。南方資源地帯掌握のため始められた太平洋戦争において、東南アジア屈指の大油田地帯であるパレンバンは戦略上の最重要攻略目標であり、その確保に大貢献した「隼」と第64戦隊の働きは相当なものであった。
第64戦隊は終戦までに計7枚（うち1枚は戦隊長加藤少将の個人感状、飛行第2大隊時代を含めると計9枚）と日本陸海軍最多数の感状を拝受しているが、うち3枚はマレー上陸作戦・パレンバン空挺作戦・ジャワ上陸作戦の活躍によるものであった。
以下一連の一式戦の戦果は、戦史家梅本弘が日本軍の戦果記録を連合軍の損害記録たる一次史料と照会した「確認が出来た最小限で確実な数字たる戦果」である。第64戦隊・第59戦隊の一式戦は太平洋戦争緒戦の空戦において実質約4倍の数を、対戦闘機戦では約3倍の数の敵機を撃墜した。
- 1941年12月8日の開戦（マレー作戦開始）から1942年3月9日（蘭印作戦終了）の期間中
  - 第59戦隊・第64戦隊の一式戦は連合軍機61機撃墜（第59戦隊30機、第64戦隊27機、両戦隊協同4機）
    - 撃墜連合軍機の機種内訳は戦闘機43機
    - さらに蘭印作戦中にバタビア沖上空にて1機のB-17E（フランクリン機長、41-2503号機）を撃墜 [9]

  - 日本軍側の空戦による損害は第59戦隊・第64戦隊計16機喪失（戦死11名・生還5名）

### ビルマ航空戦
各地を制圧した第64戦隊は1942年3月21日からビルマ戦線（「ビルマ航空戦」）に参戦。以後、主にイギリス空軍およびアメリカ陸軍（初期はフライング・タイガース(AVG)を含む）と交戦し、同月23日には損害無くハリケーン1機を撃墜（第136飛行隊ブラウン少尉機）し同戦線における初戦果を収めている。このビルマ航空戦に第64戦隊および飛行第50戦隊は長期間従軍しまたエース・パイロット多数を輩出、一式戦を主力とし大戦末期に至るまで連合軍空軍と互角の戦いを繰り広げた。
第64戦隊の一式戦は1942年6月4日までの空戦で最低でも連合軍機10機撃墜（協同撃墜のB-17E 1機を含む）、損害は11機喪失。撃墜連合軍機の機種内訳は戦闘機6機・爆撃機4機で、一式戦10機喪失はP-40によるものであった。

#### 加藤の戦死
1942年5月22日、第64戦隊の駐屯するアキャブ飛行場にブレニム1機（第60飛行隊ハガード准尉機）が来襲し爆撃。一式戦5機が迎撃に出撃するも、後上方銃座（射手マクラッキー軍曹）の巧みな射撃により2機が被弾し途中帰還、さらに1機が最初の近接降下攻撃からの引起し時に機体腹部（燃料タンク部）に集中射を浴び発火。この機体こそが戦隊長加藤建夫中佐機であり、帰還不可能と察した加藤機は左に反転しベンガル湾の海面に突入し自爆した。戦死した加藤中佐は「ソノ武功一ニ中佐ノ高邁ナル人格ト卓越セル指揮統帥及ビ優秀ナル操縦技能ニ負フモノニシテ其ノ存在ハ実ニ陸軍航空部隊ノ至宝タリ」と評される南方軍総司令官寺内寿一元帥大将名の個人感状を拝受、さらに帝国陸軍初となる二階級特進し陸軍少将、また功二級金鵄勲章を受勲し「軍神」となった。
なお丸尾大尉・大谷大尉の両中隊長、さらに加藤の後任たる八木戦隊長を失った第64戦隊において、1942年4月に第3中隊長に着任していた黒江保彦大尉は先任将校として指揮統率。自身も陸軍航空部隊指折りのエースである黒江は、イギリス空軍の高速機モスキートを撃墜するなど活躍、1944年（昭和19年）1月半ばにテスト・パイロットとして再度陸軍航空審査部飛行実験部に転任するまで第64戦隊を支えた。
ビルマ戦線では雨季の期間中は航空作戦が不能ないし低調になるため、雨季を除く大戦中期たる1942年9月9日から1943年5月29日にかけて第64戦隊・第50戦隊の一式戦は連合軍機62機撃墜を記録、対する一式戦の空戦損害は36機喪失であった。撃墜連合軍機の機種内訳は戦闘機44機・爆撃機等17機・偵察機1機に上り、戦闘機の詳細はハリケーン36機・モホーク5機・P-40 3機、爆撃機等はB-24 5機・ブレニム5機・B-25 3機・ウェリントン2機・ハドソン1機・ボーファイター1機、偵察機はF-4 1機となる。一式戦喪失36機のうち連合軍戦闘機によって撃墜されたものは24機で、残機は爆撃機の防御砲火や対空砲火などによるものである。

#### 後期

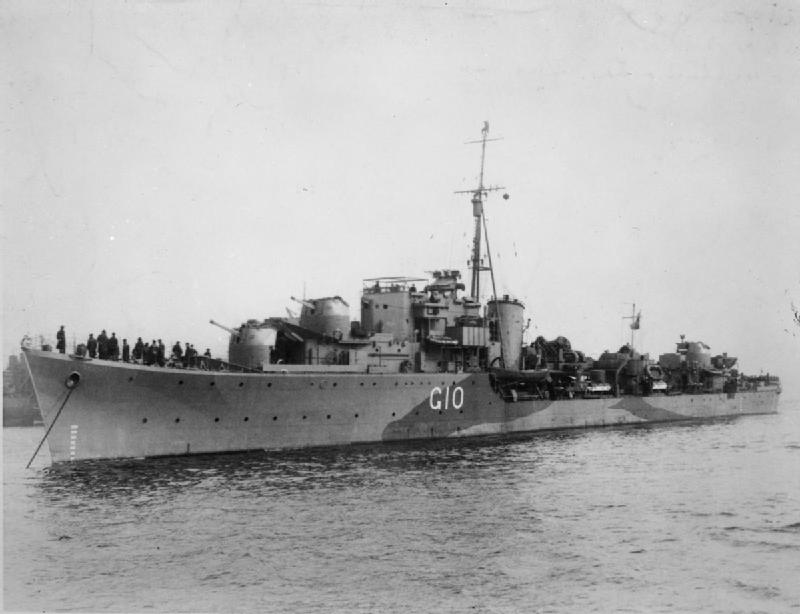
第64戦隊の爆装「隼」の急降下爆撃によって大破全損、廃艦となったイギリス海軍駆逐艦「パスファインダー」

1943年12月5日、日本の陸海軍戦爆連合をもってインドのカルカッタを爆撃する龍一号作戦が発動（本作戦は陸軍航空部隊のみならず海軍航空部隊も参加し零式艦上戦闘機および一式陸上攻撃機が投入されている）。侵攻に先立ち各地に飛んでいた一〇〇式司令部偵察機がチャフを散布し、日本軍のマグエ飛行場群からは第64戦隊などの一式戦多数、飛行第98戦隊の九七重爆17機、第三三一海軍航空隊の零戦27機、第七〇五海軍航空隊の一式陸攻9機が出撃しカルカッタを目指した。進行途上で第258飛行隊のハリケーンの奇襲を受け九七重爆1機を喪失するもこれを撃墜、また爆撃自体も成功し任務は完全な成功を収めた。空戦でイギリス空軍はスピットファイア1機・ハリケーン10機を喪失、一式戦はこのうちスピットファイア1機・ハリケーン7機を撃墜、零戦はハリケーン3機のみを撃墜、日本側戦闘機に喪失は無く一方的な戦闘であった。
大戦後期の1943年7月2日から1944年7月30日の期間、第64戦隊を筆頭とするビルマの一式戦は連合軍機135機撃墜を記録、対する空戦損害は83機喪失。撃墜連合軍機の機種内訳は戦闘機70機・爆撃機等32機・輸送機等33機に上り、戦闘機の詳細はハリケーン24機・スピットファイア18機・P-51 15機・P-38 8機・P-40 4機・P-47 1機となる。この当時のビルマ航空戦全体で日本軍戦闘機は計142機を撃墜、連合軍戦闘機は計127機を撃墜、単純に撃墜戦果のみの比較で（日本軍劣勢の大戦後期たる1944年半ばにおいても）ビルマで帝国陸軍航空部隊は連合軍空軍と互角の勝負をしており、主力となる一式戦に至っては幾度も勝利を収めていた。
1944年にはチッタゴンやインパール、コックスバザーへの侵攻、アキャブ方面の地上協力を実施。また、同年4月22日にアラカン山脈方面を進撃中だった宮辺機が、成都に単独で向かっていたアメリカ陸軍航空軍第444爆撃航空群所属のB-29と世界で初めて交戦。8発の命中弾を与え右内側エンジンを一時停止させ撃破した（宮辺は帰還後撃墜を報じたが、実際には墜落には至らずこのB-29は生還している）。
この他、拉孟・騰越両守備隊に対する物資投下作戦やインパール作戦以降撤退する地上軍の掩護、輸送船団護衛に任じた。6月10日には部隊感状を、1945年（昭和20年）1月1日には第5飛行師団隷下各部隊の一つとして部隊感状を拝受（何れも第3航空軍司令官木下敏中将名）。なお戦闘爆撃機隊も積極的に編成・運用されており、1945年2月11日にはラムリー島上陸作戦掩護にあたっていた、イギリス海軍駆逐艦「パスファインダー」を池澤軍曹機と僚機の池田軍曹機の2機が急降下爆撃。合計2発の爆弾が艦尾に命中し「パスファインダー」は廃艦になっている。
特攻に関しては志願者が参加、宮辺自身は隊内事情を鑑みて、後がないようなら特攻を志願する腹だったが、最終的には第64戦隊は精鋭部隊との陸軍上層部の理由により、特攻要員の抽出や特攻隊掩護は行われていない。
なお、日本軍・連合軍の一次史料や証言をもって一連の一式戦の戦績調査研究を行った梅本弘は自著において以下の如く結んでいる。

### 終戦
1945年8月15日、太平洋戦争開戦時の進出基地であったフコク島ズォンドンにてタイランド湾の船団掩護を最後の任務とした第64戦隊は、翌16日に南部仏印のクラコールに移転し敗戦を迎えた。この時点での保有機は「隼」三型（キ43-III）18機だった。飛行分科「戦闘」の飛行戦隊の定数は42機だったが、大戦後期には充足されることはほとんど無かった。
同年8月下旬、クラコール飛行場にイギリス空軍先遣部隊が進出し第64戦隊は武装解除。続々とイギリス軍の後続が進出するごとに日英ともに緊張も解け交流が始まり、「隼」とスピットファイアの編隊飛行が実現した。戦隊長宮辺少佐の「おいっ、スピットと一緒に飛びたい者、1機だけだ」の発言に操縦者達は皆挙手したが、最終的に戦隊古参のエースである坪根康祐准尉が選ばれスピットファイアを長機とし2機は離陸。2機はクラコール市街上空を低空で飛び回り、日英操縦者達の眼前でフィナーレとして滑走路に超低空進入しての垂直上昇、「隼」はブースト全開でスピットファイアに追随し栄光の「加藤隼戦闘隊」こと飛行第64戦隊と「隼」の最後を飾った。このスピットファイアはグリフォンエンジン（離昇出力2,035馬力）を搭載した5枚プロペラのグリフォン・スピットファイア（グリフォンスピット）ことMk. XIVであった。（追随したとされていたがこれは意図的にスピットファイアのパイロットがスロットルを絞ってくれていたことが後に明かされた。）
第64戦隊の主用機種は前身部隊時代を含めて九五戦、九七戦、一式戦「隼」および、戦力強化のために若干数が送られた二式戦「鍾馗」。このほか鹵獲したハリケーンを一時期若干数保有していた。なお、第64戦隊と共に長くビルマ航空戦を戦っていた、同じく有数のエース部隊である第50戦隊は1944年夏に四式戦「疾風」へ機種改変しているが、第64戦隊は「疾風」に乗り換えず「隼」を使用し続けていた（しかし若干数の四式戦を保有していたとされる）。
残った隊員のうち何人かは強い誘いにより国民党軍やベトミンに身を投じた（宮辺の回想による）。宮辺は戦後、「飛行第64戦隊略歴」を作成。現在はその写しが防衛省防衛研究所に保管されている。また、1944年1月に陸軍航空審査部に戻った黒江は各新兵器の審査にあたり、また臨時防空部隊の「福生飛行隊」として日本本土防空戦に従軍し活躍。また、1945年2月に漢口で鹵獲されたマーリンエンジン搭載P-51Cのテスト・パイロットを務め、戦後は航空自衛隊に入隊し空将補となったが、1965年（昭和40年）12月5日に趣味の釣りの最中に高波により事故死した。
第64戦隊の最終的な戦果は撃墜283機・地上撃破144機（日本側記録による）。主な損害は戦死160余名（空中勤務者）。感状授与数は7枚で陸海軍全軍中最多であり、かつ飛行第2大隊時代を含めると計9枚となる。
戦後、第64戦隊は戦友会として「六四会」を立ち上げている。
陸上自衛隊丘珠駐屯地（丘珠空港と同居）資料館に加藤関連の資料や遺品が保存・展示されている。

## 部隊標章

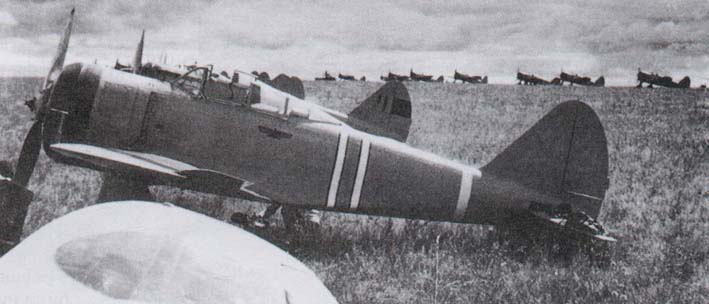
1939年、ノモンハン航空戦当時の第64戦隊の九七戦。部隊マークとして操縦席側面に「赤鷲」を描いている

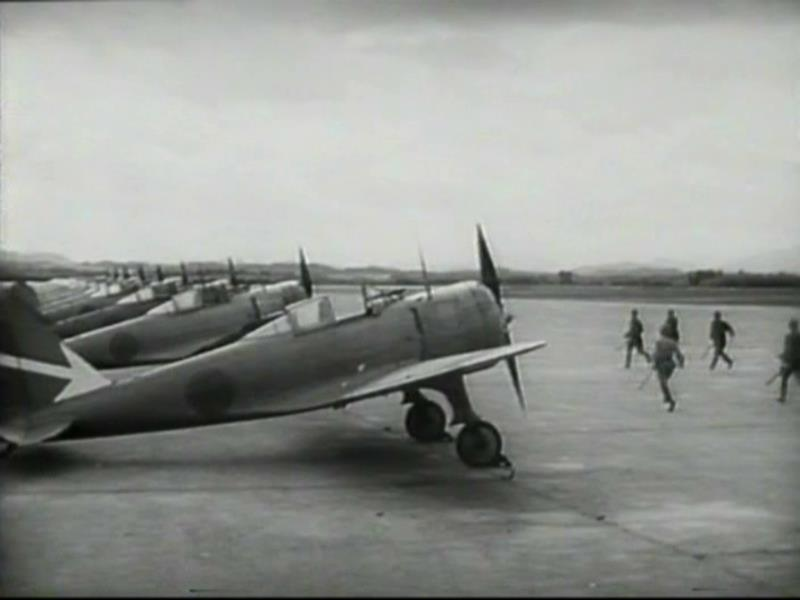
映画『加藤隼戦闘隊』に出演した九七戦に描かれた「矢印（斜矢印）」の部隊マーク。1941年4月に第64戦隊長として着任した加藤を出迎える序盤シーン撮影のためだけに、明野陸軍飛行学校の保有機材に「矢印」を描いた

帝国陸軍航空部隊には、その機体の所属を示す部隊マークとして図案等を機体に描く瀟洒な文化があり、飛行第64戦隊は「矢印（斜矢印）」を使用していた。この「斜矢印」は垂直尾翼に大きく描かれ、いわゆる中隊色としては戦隊本部は「コバルトブルーの縁取った白矢印」、第1中隊は「白矢印」、第2中隊は「赤矢印」、第3中隊は「黄矢印」がある。
第64戦隊に当時第3中隊整備班長として在隊していた新美市郎元少佐はマーク考案当時を回顧し以下の証言を残している。
なお「矢印」の部隊マークが採用される前は（九七戦時代の途中頃まで）、鷲を意匠化した「赤鷲」を使用していた。「赤鷲」は操縦席側面の胴体に文字通り赤色で描かれている（同時期の撃墜マークは「赤鷲の片翼」であり「赤鷲」の横に描かれる）。この「胸に描きし赤鷲」は後述の戦隊歌の歌詞として歌われており、映画でもオープニングタイトル画に採用された。

## 年表
以下、宮辺英夫最終連隊長作成の飛行第64戦隊戦史資料より
- 1938年（昭和13年）
  - 8月1日 - 河南省安陽の彰徳飛行場の第1飛行団（長：儀峨徹二少将）隷下飛行第2大隊（2個中隊、第1中隊長：沢田貢大尉、第2中隊長：森本重一大尉）を飛行第64戦隊本部および第1・第2中隊、商丘の帰徳飛行場の独立飛行第9中隊（長：鈴木五郎大尉）を第3中隊に改編。なお第1・第2中隊は第4飛行団（長：藤田朋少将）、第3中隊は北支那方面軍飛行隊（長：須藤栄之助大佐）隷下とする[19]。
  - 8月5日 - 飛行第90戦隊および飛行第98戦隊の西安飛行場爆撃に24機護衛[20]
  - 8月20日 - ハルハ河にて空戦
  - 9月1日 - 武漢攻略作戦および航空撃滅戦に参加（～10月9日）
  - 9月7日 - 二套口に移動（戦史叢書では1日[21]）
  - 10月20日 - 広州天河飛行場に移駐
  - 11月11日 - 第3中隊、第7飛行団（長：宝蔵寺久雄少将）隷下となる[22]
- 1939年
  - 8月7日 - ハイラルに移動、同日よりノモンハンの戦いに参加（～9月22日）
  - 9月22日 - 東京城に移動、治安警備に従事（～41年1月20日）
- 1940年9月20日 - 第1中隊、第3飛行集団（長：木下敏中将）に移管、広東に展開[23]
- 1941年
  - 1月13日 - 対仏印示威および南支封鎖のため第7飛行団を南支那方面軍管轄とする[24]
  - 2月1日 - 再度広州天河飛行場に移駐、広東東江作戦に従事
  - 8月 - 多摩陸軍飛行場にて一式戦闘機受領
  - 12月3日 - 仏印のフーコック島ズォンドン飛行場に進出
  - 12月7日 - ズォンドン飛行場、およびタイのナコーン飛行場を拠点とし上陸部隊輸送船団の海上空中護衛（～9日）
  - 12月13日 - マレーのコタバル飛行場に進出、航空撃滅戦に参加（～1月10日）
- 1942年
  - 1月10日 - イポー飛行場を拠点とし航空戦に参加
  - 2月5日 - カハン飛行場を拠点とし南部スマトラ作戦、「レ」挺身作戦、シンガポール島攻撃作戦に参加
  - 2月19日 - パレンバン飛行場を拠点とし西部ジャバ作戦に参加
  - 3月7日 - スンゲイパタニ（英語版）飛行場を拠点とし整備訓練（～3月18日）
  - 3月19日 - チェンマイ飛行場を拠点とし第二次ビルマ周辺航空戦に参加
  - 4月25日 - ビルマ・レヴィ飛行場を拠点としマン作戦および飛行第15戦隊との協力
  - 5月2日 - トングー飛行場を拠点とし航空戦に参加
  - 6月1日 - ミンガラドン飛行場を拠点とし防空、船団掩護および雨期体勢
  - 9月2日 - センバワン飛行場にてし整備訓練
  - 10月10日 - トングー飛行場を拠点とし航空戦に参加
  - 11月19日 - ミンガラドン飛行場に移動、防空およびチッタゴン攻撃に参加
  - 12月25日 - 機種改変(一式戦闘機二型へ）のため主力内地に帰還（～2月10日）
- 1943年
  - 2月11日 - トングー飛行場を拠点とし第31号作戦に協力、および第3次ビルマ航空戦に参加
  - 4月13日 - 主力はドンムアンにて新戦闘法普及教育に参加（～4月17日）
  - 4月18日 - トングー飛行場を拠点とし航空戦に参加
  - 6月7日 - 主力はスンゲイパタニ飛行場にて教育訓練、一部はパレンバン飛行場、ミンガラドン飛行場、ボートプレヤーにて防空任務、内地より飛行機空輸（～9月29日）
  - 9月30日 - スンゲイパタニ飛行場にて戦隊演習及び戦力検閲に参加
  - 10月5日 - ミンガラドン飛行場に移動、防空およびチッタゴン港攻撃に参加（～11月8日）
  - 11月8日 - ドンムアンにて教育訓練
  - 10月5日 - スンゲイパタニ飛行場に移動、戦隊連合訓練
  - 11月17日 - ドンムアンに移動、教育訓練
  - 11月29日 - ミンガラドン飛行場に移動、防空および反攻迎撃撃砕作戦、ウ号作戦、ハ号作戦協力（～44年6月9日）
- 1944年
  - 6月10日 - サイゴン飛行場にて教育訓練
  - 8月1日 - ミンガラドンにて防空戦、反攻迎撃作戦に参加
- 1945年
  - 2月下旬 - マウビ飛行場（～3月）、のちモールメン飛行場（～4月22日）を拠点とし敵機甲部隊攻撃
  - 4月23日 - ダックリー飛行場を拠点とし敵機甲部隊攻撃（～5月10日）
  - 6月10日 - クラコール飛行場を拠点とし敵機甲部隊攻撃、及び友軍への物資投下、船団掩護、泊地掩護
  - 8月下旬 - クラコール飛行場にて武装解除
  - 11月28日 - ブンタウ移動（～1月3日）
- 1946年
  - 4月24日 - ブンタウより乗船
  - 5月4日 - 大竹港到着、復員完結

## 歴代指揮官
| 代 | 氏名       | 在任期間               | 出身校・期 | 前職                              | 後職                 | 備考 |
| -- | ---------- | ---------------------- | ---------- | --------------------------------- | -------------------- | ---- |
| 1  | 寺西多美弥 | 1938.8.1 - 1939.3.9    | 陸士36期   | 飛行第2大隊長                     | 陸軍航空総監部部員   |      |
| 2  | 横山八男   | 1939.3.9 - 10.26       | 陸士36期   |                                   | 陸軍航空技術研究所附 |      |
| 3  | 佐藤猛夫   | 1939.10.26 - 1941.4.10 | 陸士38期   |                                   | 第13団飛行司令部部員 |      |
| 4  | 加藤建夫   | 1941.4.10 - 1942.5.22  | 陸士37期   | 陸軍航空総監部 兼陸軍航空本部部員 | なし                 | 戦死 |
| 5  | 八木正己   | 1942.5.29 - 1943.2.13  | 陸士38期   |                                   | なし                 | 戦死 |
| 6  | 明楽武世   | 1943.2.13 - 2.25       | 陸士46期   |                                   | なし                 | 戦死 |
| 7  | 広瀬吉雄   | 1943.3.5 - 1944.6.10   | 陸士45期   |                                   | 明野陸軍飛行学校教官 |      |
| 8  | 江藤豊喜   | 1944.6.10 - 1945.4.26  | 陸士48期   |                                   | 明野陸軍飛行学校教官 |      |
| 9  | 宮辺英夫   | 1945.4.26 - 8.15       | 陸士52期   | 第2中隊長                         | なし                 | 最終 |

第1中隊長
| 代 | 氏名         | 在任期間             | 出身校・期 | 前職                 | 後職                 | 備考                                     |
| -- | ------------ | -------------------- | ---------- | -------------------- | -------------------- | ---------------------------------------- |
| 1  | 沢田貢大尉   | 1938.8.1 - 1939.3    | 陸士44期   | 飛行第2大隊第1中隊長 |                      |                                          |
| 2  | 丸田文雄大尉 | 1939.3 - 1941.5      | 陸士44期   |                      | 明野陸軍飛行学校教官 |                                          |
| 3  | 高橋三郎中尉 | 1941.5 - 1941.12.7   | 陸士51期   |                      | 戦死                 | 仏印フコク島西方海上にて                 |
| 代 | 奥村弘中尉   | 1941.12.7 - 12.25    | 陸士52期   |                      | 戦死                 | ビルマ・マルタバン湾にて                 |
| 4  | 大谷益造大尉 | 1942.1 - 12.5        | 陸士51期   |                      | 戦死                 | インド・チッタゴン西南方20kmにて         |
| 5  | 高橋俊二中尉 | 1942.12.5 - 1943.9.6 | 陸士53期   |                      | 戦死                 | ビルマ・ビリアンポイント南方80km海上にて |
| 6  | 相原彪夫大尉 | 1942.10 - 1943.12.26 | 陸士53期   |                      | 戦死                 | ビルマ・アキャブ東北方200kmにて          |
| 7  | 中村三郎大尉 | 1942.12 - 1944.10.3  | 陸士54期   |                      | 戦死                 | ビルマ・メイクテイラ東飛行場南西にて     |
| 8  | 岡崎正三大尉 | 1944.12 - 1945.1.15  | 少候20期   |                      | 戦死                 | ビルマ・メイクテイラ東南方20kmにて       |

第2中隊長
| 代 | 氏名         | 在任期間          | 出身校・期 | 前職                 | 後職         | 備考                             |
| -- | ------------ | ----------------- | ---------- | -------------------- | ------------ | -------------------------------- |
| 1  | 中尾次六大尉 | 1938.8.1 - 1939.7 | 陸士40期   | 飛行第2大隊第1中隊長 |              |                                  |
| 2  | 安西秀一大尉 | 1939.7 - 9.1      | 陸士44期   |                      | 戦死         | ノモンハンにて                   |
| 3  | 坂井菴大尉   | 1939.9 - 1941.7   | 少候13期   |                      | 明野飛行学校 |                                  |
| 4  | 高山忠雄中尉 | 1941.7 - 12.22    | 陸士51期   |                      | 戦死         | マレー・クアラルンプールにて     |
| 5  | 丸尾晴康大尉 | 1942.1 - 11.10    | 陸士50期   |                      | 戦死         | ビルマ・アレサンヨウ西北海上にて |
| 6  | 関二郎大尉   | 1943.1 - 2.13     | 陸士51期   |                      | 戦死         | インド・ラチドン南方8kmにて      |
| 7  | 宮辺英夫大尉 | 1943.2 - 1944.4   | 陸士52期   |                      | 戦隊長       |                                  |
| 8  | 松井弘至中尉 | 1944.6 - 1944.9   | 陸士56期   |                      |              |                                  |

第3中隊長
| 代 | 氏名         | 在任期間           | 出身校・期 | 前職              | 後職               | 備考                               |
| -- | ------------ | ------------------ | ---------- | ----------------- | ------------------ | ---------------------------------- |
| 1  | 鈴木五郎大尉 | 1938.8.1 - 1940.9  | 陸士42期   | 独立飛行第9中隊長 |                    |                                    |
| 2  | 安間克巳大尉 | 1940.9 - 1942.4.8  | 陸士48期   |                   | 戦死               | ビルマ・ロイウィン飛行場南方にて   |
| 3  | 黒江保彦大尉 | 1942.4.10 - 1943.3 | 陸士50期   |                   |                    |                                    |
| 4  | 遠藤健中尉   | 1943.3 - 1943.5.15 | 陸士53期   |                   | 戦死               | 雲南省双渭南方10kmにて             |
| 5  | 檜與平中尉   | 1943.5 - 1943.12   | 陸士53期   |                   | 明野教導飛行師団附 | 負傷のため療養                     |
| 6  | 黒沢直大尉   | 1944.1 - 1944.5.15 | 陸士54期   |                   | 戦死               | ビルマ・メイクテイラ飛行場東南にて |
| 7  | 北郷丈夫大尉 | 1944.6 - 1944.9.10 | 陸士53期   |                   | 戦死               | 中国雲南省騰越付近にて             |

戦隊附
- 若松幸禧中尉：1939.9 - 1940
- 相澤忠雄中尉：1945
- 坪根康祐准尉：1942.4 - 1945？
- 崔鳴夏中尉：～1942.1.20戦死
- 李根晳准尉：1941年以前

## 加藤隼戦闘隊を題材とした作品
- 映画
  - 加藤隼戦闘隊（1944年、東宝）
- テレビアニメ
  - アニメンタリー 決断 第14話「加藤隼戦闘隊」（1971年、日本テレビ・竜の子プロダクション）

### 軍歌『加藤隼戦闘隊』
「エンジンの音　轟々と　隼は往く　雲の果て」と始まるこの歌は、1940年（昭和15年）2月末に南寧に応急派兵された「丸田部隊」こと第64戦隊第1中隊（丸田文雄中尉を隊長とし当時は分遣隊として運用）で、部隊の戦意高揚のため生まれたが、すぐに全戦隊員の要望で「飛行第64戦隊歌（飛行第六十四戦隊歌）」となった部隊歌である。
歌詞の意味は作詞者の田中林平中尉（当時准尉）によれば、「威風堂々、陸の隼がゆくところ、そこには激しい空中戦が待ち構えていた」、「勲の蔭で多くのパイロットが死んでいったが、戦いが継続する限り、哀しみを乗り越えて、我々は祖国のために闘わねばならない」、「立川出征以来、身をもって（華北やノモンハンで）体験した様々の哀歓と感動がこめられ、また亡くなった先輩・戦友を想う心」を秘めた第1中隊の歌であるが、「広く日本陸軍戦闘飛行戦隊に共通する、明野スピリットでもある」という。なお、歌詞に出てくる「隼」とは作詞当時は単に戦闘機を猛禽類に例えた愛称にすぎなかったが、後の太平洋戦争緒戦において第64戦隊が一式戦をもって活躍したため、その部隊歌「飛行第64戦隊歌」から「隼」が取られ「一式戦の公式の愛称」に採用されている（1942年3月8日、陸軍航空本部は一式戦を「隼」と命名・発表）。
1940年2月22日、南寧に到着した第64戦隊第1中隊（丸田部隊）の任務は、援蒋ルートの遮断、柳州、桂林地区への攻撃、南寧地区の防空であった。しかし、南寧は天候が悪く、その上敵航空勢力との会敵もないことから士気の低下が心配された。そこで、部隊人事係に任命された田中林平准尉が士気高揚の為に、北支での戦訓をもとに部隊歌を作ることを発案、歌詞が隊内で公募された。丸田隊長ら将校で選考した結果、同盟通信記者の藤本有典や隊の者の意見を入れて作詞した、十篇近く集まった中で発案者の田中准尉と旭六郎中尉の合作とされるものが選ばれた。この歌詞への作曲は、部隊が広東に戻ったとき南支那方面軍軍楽隊の守屋五郎隊長に丸田隊長が依頼した。この時、丸田隊長が「四節は調子を変えて欲しい」と要望したため、一、二、三、五節は明るいハ長調であるが四節のみはハ短調へと転調（岡野正幸軍曹がこのパートを書いたとされる）され、「悲しき部隊の犠牲者」を偲ぶ思いをあらわす節として完成した。この丸田部隊歌を、当時第64戦隊本隊が駐屯する満州の東京城で朝日中尉が披露したところ、戦隊の全員より懇願され飛行第64戦隊に「申し受け」された。以後「飛行第64戦隊歌」となったという。
1941年1月1日に公開された「同盟ニュース映画」で国民に紹介され、映画『加藤隼戦闘隊』でも事実上の主題歌として使用、映画封切直前には灰田勝彦の吹き込みで『加藤部隊歌』のタイトルでレコード化されている。これにより日本国民が広くこの歌を知ることとなり、また「飛行第64戦隊歌」はそのまま「加藤隼戦闘隊」とも呼称され人気を博した。
なお、南支で従軍中の丸田部隊は日本ニュース映画社の取材を受けており、その模様は1940年12月27日に「日本ニュース第30号」「凱歌南支を圧す 陸鷲暁の出動」として公開、空中撮影した編隊飛行を行う九七戦の映像を背景に、この後の「飛行第64戦隊歌」（合唱付）が使用されている。
- 作詞：飛行第64戦隊 田中林平准尉
- 作曲：南支那方面軍軍楽隊 原田喜一軍曹、四番の旋律のみ岡野正幸軍曹
- JASRAC管理著作物

階級は1940年当時
また、文才も豊かな黒江保彦少佐が第64戦隊時代に、戦地の飛行場で作詞した第二隊歌ともいうべき「印度航空作戦の歌」（作詞：黒江保彦、作曲：ビルマ方面軍軍楽隊荻原益城軍曹）が存在し、当時の人気流行歌手である伊藤久男によりレコーディングされている。このためか、一部では「飛行第64戦隊歌」の作詞者を黒江保彦と混同・誤解されている。ドリフターズは「ドリフの軍歌だよ全員集合！」で加藤茶が歌っている。「ドリフだよ！全員集合（赤盤）」に収録。何故か、一番の歌詞が「しるしは我らが戦闘隊」になっている。